# J Puppis
J Puppis è una stella supergigante azzurra di magnitudine 4,23 situata nella costellazione della Poppa. Con un grosso margine d'errore, la distanza della stella è stata dedotta dalla misura della parallasse del satellite Hipparcos, e risulta essere 1650 anni luce dal sistema solare.

## Osservazione
Si tratta di una stella situata nell'emisfero celeste australe. La sua posizione è fortemente australe e ciò comporta che la stella sia osservabile prevalentemente dall'emisfero sud, dove si presenta circumpolare anche da gran parte delle regioni temperate; dall'emisfero nord la sua visibilità è invece limitata alle regioni temperate inferiori e alla fascia tropicale. Essendo di magnitudine 4,2, la si può osservare anche dai piccoli centri urbani senza difficoltà, sebbene un cielo non eccessivamente inquinato sia maggiormente indicato per la sua individuazione.
Il periodo migliore per la sua osservazione nel cielo serale ricade nei mesi compresi fra dicembre e maggio; nell'emisfero sud è visibile anche all'inizio dell'inverno, grazie alla declinazione australe della stella, mentre nell'emisfero nord può essere osservata limitatamente durante i mesi della tarda estate boreale.

## Caratteristiche fisiche
La stella è una supergigante blu di tipo spettrale B0.5Ib, estremamente luminosa e massiccia; possiede una massa oltre 15 volte quella solare, una temperatura superficiale di oltre 23.000 K, ed un raggio 23 volte quello del Sole, irradiando oltre 40.000 volte l'energia emessa dalla nostra stella. Con un'eta di appena dieci milioni di anni, la stella ha già esaurito l'idrogeno interno e si trova ora nel ciclo del carbonio-azoto, evidente da una relazione azoto/carbonio 6 volte superiore ai valori del Sole. Data la massa, in tempi relativamente brevi su scala astronomica, essa è destinata ad esplodere in supernova.